# Pilatusbahn
La Pilatusbahn (Ferrovia del Pilatus, sigla PB) è una ferrovia elettrica a cremagliera a scartamento ridotto di 800 mm che collega Alpnachstad, nel canton Obvaldo, al culmine del Pilatus, posto a 2123 m nella Svizzera centrale.

## Storia
Nel 1885 l'Assemblea federale accordò la concessione per una ferrovia a cremagliera da Alpnachstad alla vetta del Pilatus; il 29 marzo 1886 si costituì la società Pilatus-Bahn-Gesellschaft (PB), con sede ad Alpnach, per la costruzione e l'esercizio della linea. La ferrovia venne inaugurata il 4 giugno 1889 con trazione a vapore e impiego di un rotabile a vapore automotore a caldaia verticale posta lato valle; il percorso era coperto in 70-80 minuti. Il particolare sistema a cremagliera venne studiato e realizzato dall'ingegnere Eduard Locher che concepì un sistema di ruote dentate e di dentiera a terra orizzontali, che eliminava le spinte verticali e rendeva impossibile il deragliamento. L'esercizio venne trasformato a trazione elettrica dal 15 maggio 1937: con l'elettrificazione i passeggeri passarono dai 32.614 del 1936 ai 100.846 del 1937.

## Caratteristiche

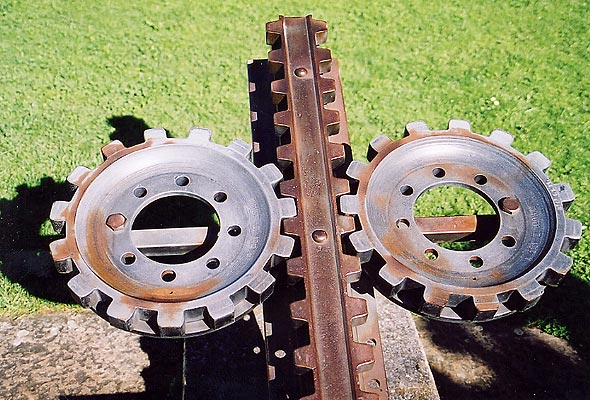
Il particolare sistema a cremagliera orizzontale

La linea, a scartamento 800 mm, è lunga 4,618 km. La linea è elettrificata a corrente continua 1.500 V; la pendenza massima è del 480 per mille, la velocità massima è di 15 km/h in salita, che scende a 12 km/h in discesa nelle tratte con pendenza fino al 390 per mille e a 9 km/h per quelle oltre tale pendenza.
La ferrovia, presentando una pendenza massima del 480 per mille (è la linea a cremagliera più ripida al mondo), utilizza un particolare tipo di cremagliera, conosciuto come sistema Locher, nel quale due ruote dentate orizzontali ingranano la rotaia centrale con due cremagliere sagomate. Un sistema di controdischi inoltre assicura il contatto con le gole interne delle due rotaie di corsa permettendo un elevatissimo standard di sicurezza, altrimenti impossibile se non con un impianto a fune.

### Percorso
|  | Continuation backward |

| Head station + Unknown route-map component "HUBaq" | Station on track + Unknown route-map component "HUBeq" |

| Straight track | Unknown route-map component "CONTl+g" |

| Non-passenger station/depot on track |

| Enter and exit tunnel |

| Enter and exit tunnel |

| Enter and exit tunnel |

| Station on track |

| Non-passenger station/depot on track |

| Enter and exit tunnel |

| Enter and exit tunnel |

| Enter and exit tunnel |

| Enter and exit tunnel |

| End station |

La linea parte nei pressi della stazione di Alpnachstad, sulla ferrovia del Brünig, risalendo il Pilatus sino alla vetta. Nei dintorni del capolinea superiore sono stati costruiti due grandi alberghi per i visitatori i quali possono fare escursioni a piedi in ampi sentieri protetti. La vetta del Pilatus è raggiungibile anche tramite due funivie (Kriens-Fräkmüntegg e Fräkmüntegg-Pilatus Kulm) aperte tra il 1954 e il 1956 e la cui gestione fa capo alla PB.

## Materiale rotabile
All'apertura il materiale rotabile consisteva in sei automotrici a vapore, divenute undici nel 1911.
Con l'elettrificazione vennero sostituite da automotrici elettriche costruite da SLM Winterthur e Oerlikon.
A partire dal 2023 le automotrici del 1937 sono state sostituite da nuovi rotabili realizzati dalla Stadler Rail in grado di funzionare anche in comando multiplo.

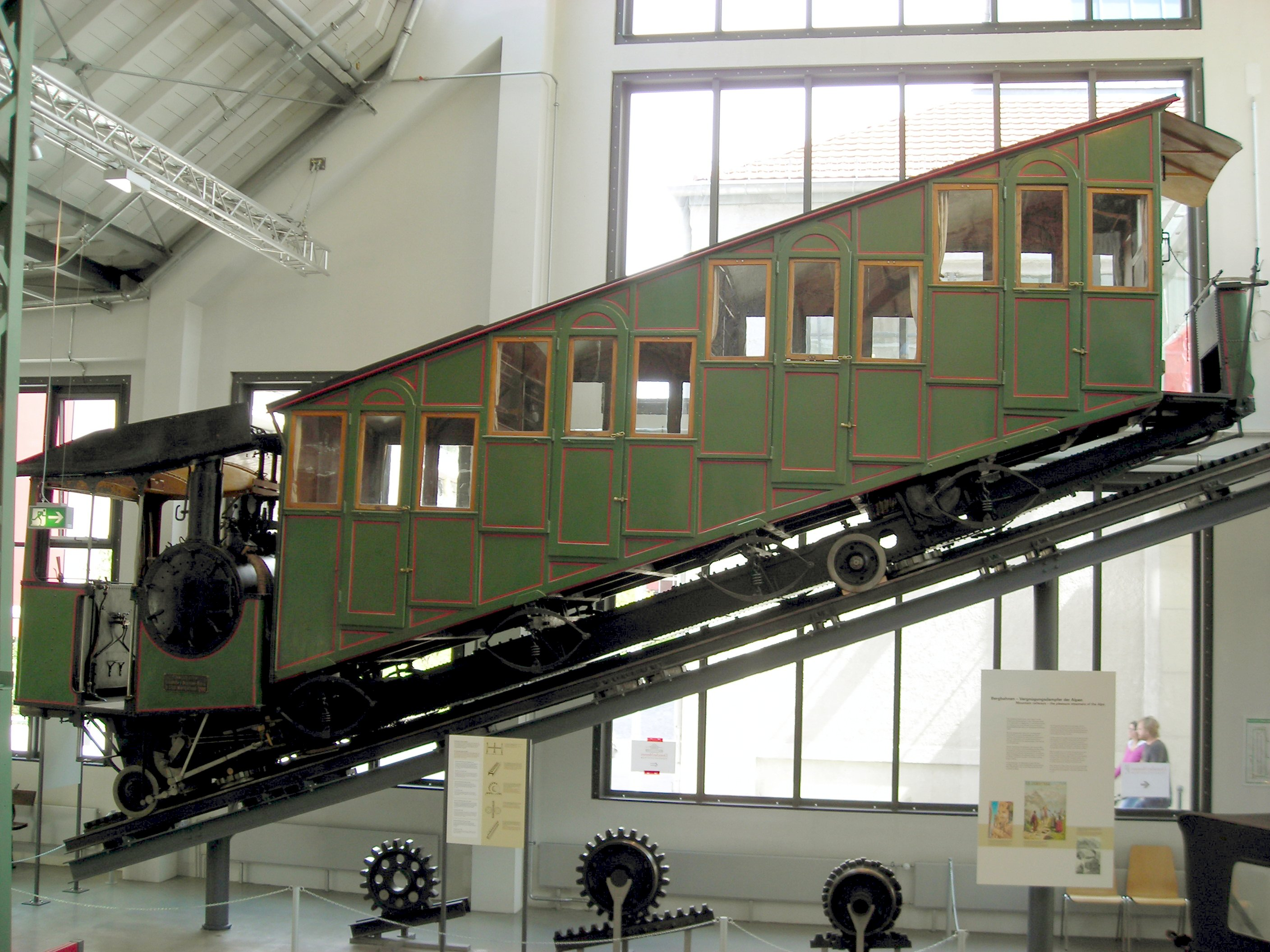
Una delle motrici originali
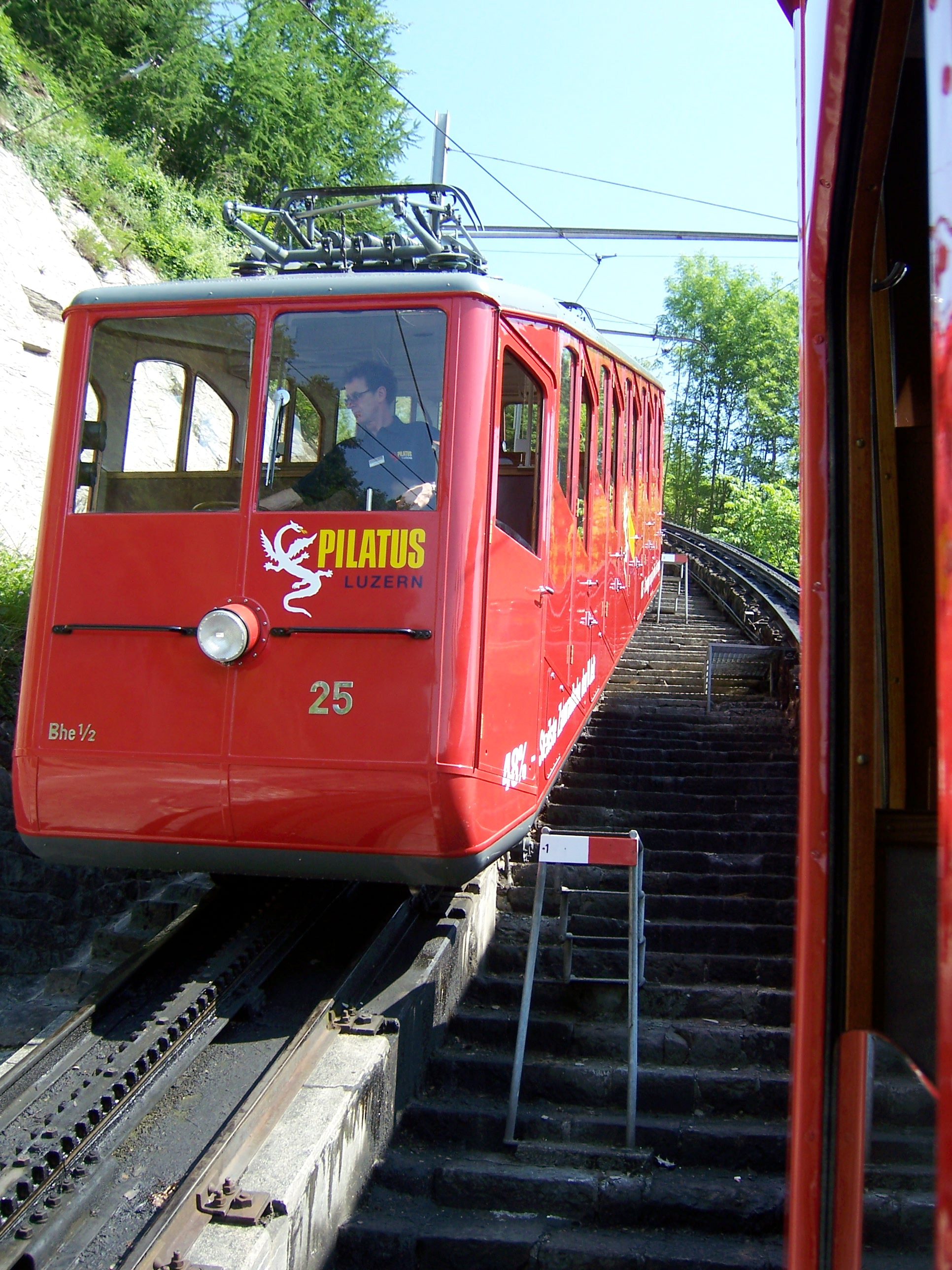
Una delle automotrici Bhe 1/2 21-28 introdotte nel 1937..
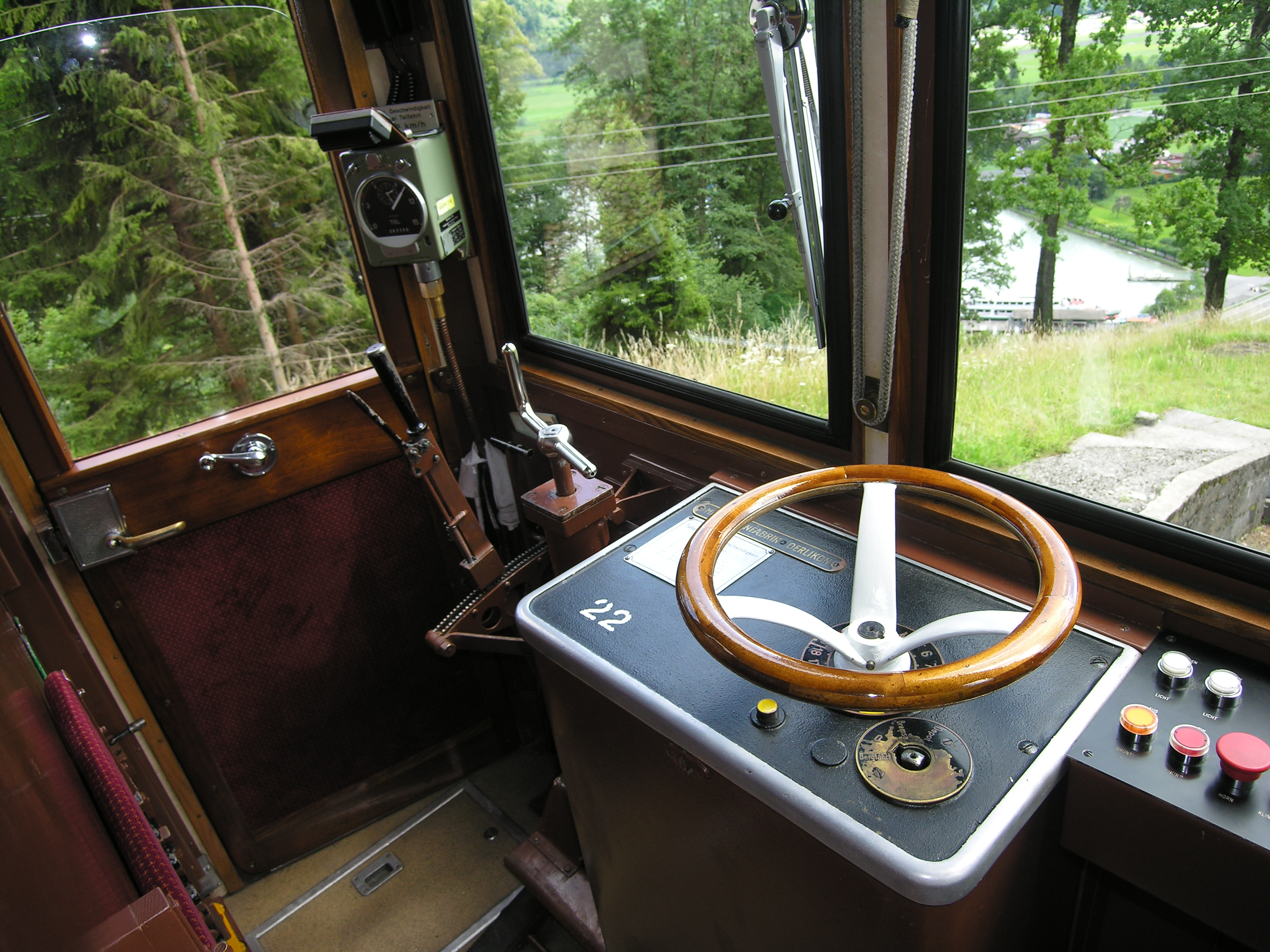
...e la loro cabina
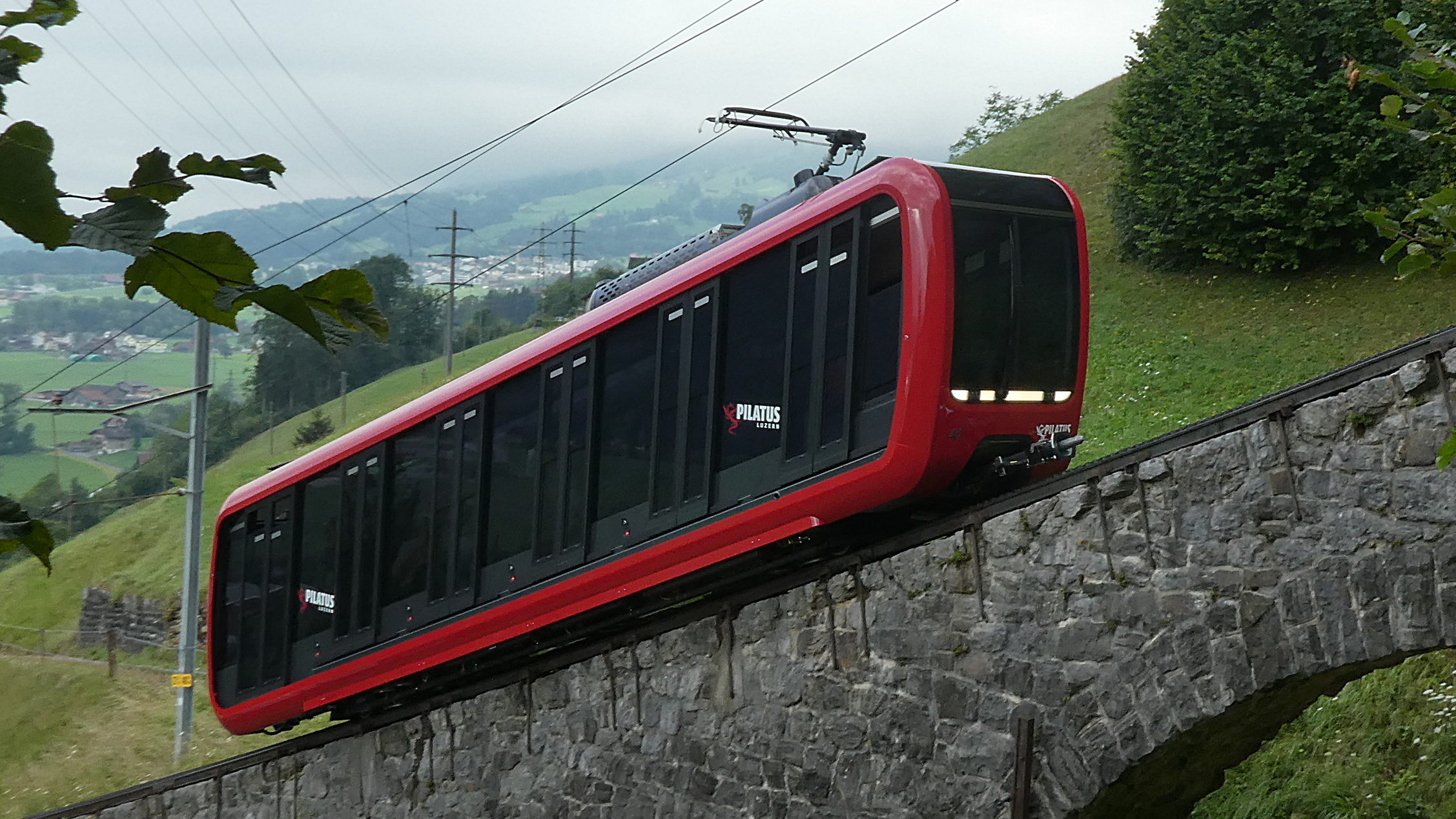
Una delle automotrici Bhe 2/2 in servizio dal 2023